# Luis María de Borbón y Vallabriga
Luis María de Borbón y Vallabriga, född 22 maj 1777 i Cadalso de los Vidrios, död 19 mars 1823, var en spansk kardinal och statsman. Han var son till infant Ludvig av Spanien, greve av Chinchón i hans morganistiska äktenskap med den aragoniska aristokraten María Teresa de Vallabriga.
Han var ärkebiskop i Sevilla 1799–1814 och i Toledo 1800–1823. Han ärvde titeln greve av Chinchón av sin far 1794 och innehade den till 1803 då hans syster María Teresa de Borbón y Vallabriga övertog den. Han var liberal och spelade tidvis en stor politisk roll, bland annat när den spanska konstitutionen antogs i Cádiz 1812. Under Napoleons invasion och Spanska självständighetskriget var han den enda av huset Bourbon som stannade kvar i landet och han tjänstgjorde som konseljpresident (ungefär premiärminister) 1813–1814. I denna egenskap beställde han av Francisco de Goya de berömda målningarna Den 2 maj 1808 i Madrid: striden med mamlukerna och Den 3 maj 1808 i Madrid: arkebuseringen för att hedra befrielsekampen. Hans stöd för 1812 års liberala konstitution och motstånd till inkvisitionen gjorde dock att han hamnade i onåd hos den återvändande konservativa kungen Ferdinand VII av Spanien som också var han kusinbarn .